# زاپولنویه
زاپولنویه (انگلیسی: Zapolnoye) یک شهرک در بخش آلکسیفسکی استان بلگورود کشور روسیه است.